# Johannes Fässler
Johannes Fässler (* 24. Oktober 1824 in Rehetobel; † 26. Juli 1881 Trogen; heimatberechtigt in Rehetobel) war ein Schweizer Lehrer, Kantonsrat, Regierungsrat und Nationalrat aus dem Kanton Appenzell Ausserrhoden.

## Leben
Johannes Fässler war ein Sohn von Leonhard Fässler und Katharina Hauser. Im Jahr 1852 heiratete er Anna Barbara Niederer. Eine zweite Ehe ging er im Jahr 1861 mit Anna Elisabeth Niederer ein. Beide waren Töchter von Bartholome Niederer, Schmied. Er nahm im Jahr 1874 Johanna Barbara Sturzenegger, Tochter von Leonhard Sturzenegger, Küfer, zur Frau.
Er besuchte die Primarschule Rehetobel und die französische Schule von Lehrer Höhn in Speicher. Finanzielle und familiäre Umstände verhinderten eine theologische Ausbildung. Er absolvierte eine Weberlehre. Von 1842 bis 1845 besuchte er das Seminar in Trogen und im Jahr 1845 kurz das Seminar Münchenbuchsee. Er arbeitete von 1845 bis 1851 als Lehrer in Langenthal und ab 1851 bis 1863 in Bühler.
In Ausserrhoden war er von 1863 bis 1876 Landschreiber und ab 1876 bis 1878 Obergerichtsschreiber. In den Jahren von 1877 bis 1878 gehörte er dem Kantonsrat an. Von 1878 bis 1881 amtierte er als Regierungsrat in der Funktion des Justizdirektors. Von 1878 bis 1881 sass er im Nationalrat. Er gehörte dem Freisinn und in der Bundesversammlung der Linken an. Er präsidierte die Landes- und Kantonsschulkommission von 1879 bis 1881. Ab 1879 bis 1881 war er Mitglied der evangelischen Synode Ausserrhodens. Er erwarb grosse Verdienste um die Revision der Kantonsverfassung. Er verfasste einen Entwurf für eine Zivil- und Strafprozessordnung. Er war Initiant der kantonalen Zwangsarbeitsanstalt.